# Melanio Laugeri
Melanio Laugeri (Torino, 9 settembre 1891 – Torino, 24 dicembre 1958) è stato un arbitro di calcio e medico italiano.

## Biografia
Non fu uno dei fondatori del Torino, ma ne ricoprì quasi tutti i ruoli, da giocatore ad arbitro e poi consigliere e vice-presidente.

## Carriera
Inizia ad arbitrare nel 1912, tesserato per i colori granata del Torino F.C.

Arbitrò da subito il campionato di Prima Categoria esordendo il 23 febbraio 1913 nella partita Pro Vercelli-Juventus 3-0.

Non risulta aver arbitrato oltre la fine della stagione 1919-1920.

## Allenatore e Commissario Tecnico
Fece parte della Commissione Tecnica composta da lui, Nino Resegotti, Alfredo Armano, Edoardo Pasteur, Francesco Calì, Hugo Rietmann e Scamoni che allenò la Nazionale dell'Italia in occasione del match che ci vide vincitori a Torino contro la Svizzera il 31 gennaio 1915.

## Dirigente del Torino
Il Dottor Laugeri rappresentò i granata al primo scisma e costituzione della "Lega Italiana Gioco del Calcio" (L.I.G.C.) il 17 e 18 e il 31 luglio 1920.
Nel 1948 in occasione del 50º anniversario della F.I.G.C. fu insignito del titolo di pioniere del calcio italiano.
Morì il 24 dicembre 1958 e ai funerali parteciparono tutti i dirigenti dell'A.C. Talmone Torino.